# Anti
Anti so bili poznoantično ljudstvo oziroma plemenska zveza, ki je v 6. in 7. stoletju živelo severno od spodnjega toka Donave in Črnega morja na ozemlju sedanje Moldavije in Ukrajine med Dneprom in Donom in je najverjetneje spadalo k protoslovanskim ljudstvom.

## Zgodovinopisje
Jordan v svoji knjigi Poreklo in dejanja Gotov  omenja tri plemena istega porekla: Venete (Vende), Ante in Sklavene (Slovene). Veneti so po njegovem mnenju živeli okoli Visle, Sloveni med Vislo in Donavo, Anti pa na vzhodu med Dnestrom in Donom.
Prokopij piše, da se Sloveni in Anti v ničemer ne razlikujejo, da imajo enake običaje in  govorijo isti jezik.
V sodobnem zgodovinopisju se pojavljajo nesoglasja o slovanskem poreklu Antov, zato se upoštevajo možnosti, da so morda iranskega, alanskega ali celo germanskega porekla. Glede na to, da za Ante in Slovene tudi Jordan pravi, da imajo enake običaje in jezik, se išče kompromis s tezo, da je Ante najprej podjarmila iranska vladarska elita, zatem prišli pod vpliv Gotov in se nazadnje poslovanili.

## Zgodovina
Ime Anti (Antes, Antai) je po mnenju nekaterih jezikoslovcev iranskega izvora, zato domnevajo, da so bili eno od sarmatsko-alanskih plemen, ki so se v 4. stoletju naselila na ozemlju med Kavkazom in ukrajinskimi stepami, morda med Prutom in spodnjim Dnestrom v sedanji Moldovi in jugozahodni Ukrajini. Središče njihove moči se je postopoma pomaknilo proti severu v sedanjo zahodno in srednjo Ukrajino. V 5. in 6. stoletju so se naselili v Volinju in zatem ob srednjem Dnepru v okolici sedanjega Kijeva.  Med selitvijo z odprtih step proti bolj gozdnatim področjem na severu so se pomešali s slovanskimi plemeni. Organizirali so slovanska plemena in ime Anti se je začelo uporabljati za mešano slovansko-alansko prebivalstvo. Ante so nazadnje popolnoma absorbirali Slovani, njihovo ime pa se je ohranilo.
Anti so se razvili v močno plemensko skupnost. Bizantinski zgodovinar Jordan jih je v 6. stoletju opisal kot "najhrabrejše od ljudstev, ki živijo na zavoju Ponta (Črnega morja) od Dnestra do Dnepra". Omenja tudi njihovega vladarja Boza, ki so ga v 4. stoletju porazili in ubili Goti. Višek moči so dosegli v 5. stoletju, ko so Gote porazili Huni. Huni so se zatem preselili v Panonsko nižino, nastalo praznino pa so zapolnili Anti.
Nekateri strokovnjaki, med njimi tudi češki bizantolog František Dvornik, trdijo, da se je antska plemenska zveza razvila v prvo slovansko državo ali celo cesarstvo, ki se je raztezalo od Odre na zahodu do Doneca na vzhodu. Anti so se na zahodnem robu svojega ozemlja mešali z romaniziranim avtohtonim prebivalstvom ob Donavi in Prutu in ustvarili  kulturo Ipoteşti-Cândeşti, za katero je značilno zlivanje slovanskih in bizantinskih elementov.
Prvi dokumentiran vojni pohod Antov na Bizantinsko cesarstvo je bil leta 518. Po pohodu so postali bizantinski foederati. Od njih so dobivali plačilo in zapuščeno mesto Turris nekje severno od Donave. Oddelki antskih vojakov so se v južni Italiji vojskovali za Bizantince proti Ostrogotom. Med njihovimi spopadi z Bolgari in Sloveni so antsko ozemlje v 590. letih opustošili Avari. Anti so zadnjikrat omenjeni leta 602, potem pa je njihova plemenska zveza izginila. Izgleda, da so veliko Antov podjarmili Avari in jih vključili v svojo vojsko, drugi pa so pobegnili preko Donave v bizantinsko provinco Mezijo. Oboji Anti so se zatem postopoma razkropili po srednji in jugovzhodni Evropi. Bolgarski strokovnjak Vasil Zlatarski teoretizira, da so njihovi nasledniki Siverjani, Tiverjani in Uličjani.  Za Ante se pogosto trdi, da so lingvistični predniki Bolgarov in Makedoncev ter Vzhodnih Slovanov.

## Način življenja
Prva stalna antska naselja so bile številne vasi, v katerih so se ukvarjali predvsem z živinorejo in poljedelstvom. Živeli so v značilnih, delno podzemskih kočah. Trgovali so na lokalni in mednarodni ravni in njihove trgovske poti so segale vse do rimskih in bizantinskh trgov. Na hribih so gradili gradišča, v katerih so rokodelci izdelovali lončevino in kovinske izdelke. Med najpomembnejšimi utrjenimi trgovskimi središči sta bila Volin in Kijev. Ostanke naselij, ki so jih odkrili, arheologi pripisujejo antski  penkovski kulturi. Florin Curta temu ugovarja, izpodbija datiranje odkritih naselij in trdi, da so nastala mnogo kasneje, ko so Anti kot politični subjekt že izginili.